# Centrale nucleare di Kursk 2
La centrale nucleare di Kursk 2 (in russo: Курская АЭС II) è una centrale nucleare russa situata presso la città di Kurčatov vicino a Kursk, nell'oblast di Kursk; è il secondo impianto del sito, leggermente a nord della prima sezione dell'impianto.
La centrale è prevista essere composta da 4 reattori per 4.800 MW di tipologia VVER-TOI. L'accensione dei reattori di questo impianto sarà sincronizzata con la chiusura degli omologhi reattori dell'impianto adiacente.